# Naqerloq
Naqerloq [nɑˈqɜɬːɔq] (nach alter Rechtschreibung Naĸerdloĸ) ist eine wüst gefallene grönländische Siedlung im Distrikt Uummannaq in der Avannaata Kommunia.

## Lage
Naqerloq liegt an der Ostküste der Insel Illorsuit (Ubekendt Ejland) an der Mündung des größten Flusses der Insel. Zehn Kilometer nördlich auf der Insel befindet sich der Ort Illorsuit, von dem die Insel den Namen hat.

## Geschichte
Die ganze Insel war Ende des 18. Jahrhunderts unbewohnt, diente aber als Sommerplatz für die Jagd nach Robben und Weißwalen, wobei auch mit Walfängern gehandelt wurde. Man hatte bereits zuvor erwogen, auf der Insel eine Walfängeranlage zu errichten, aber diesen Plan vorerst noch aufgegeben. 1797 wurde der Udsted in Kakilisaat aufgegeben, woraufhin die Anlage unter dem Namen Ubekendt Eyland bzw. St. Pedershaab errichtet wurde. Bereits 1799 musste man konstatieren, dass der Walfang völlig ertragslos war und er wurde aufgegeben. Auch Handel und Garnfang waren weniger lukrativ als erhofft, sodass die Anlage 1804 gänzlich aufgegeben wurde.
Naqerloq ist auf einer Karte von 1920 zu finden. In den Ortsbeschreibungen aus demselben Jahr ist der Wohnplatz aber nicht enthalten, woraus zu schließen ist, dass er kurz zuvor aufgegeben worden war.